# 佐里亞 (尼科波爾區)
47°41′40″N 34°40′54″E / 47.69444°N 34.68167°E
佐里亞（烏克蘭語：Зоря），是烏克蘭中部的村莊，隸屬第聶伯羅彼得羅夫斯克州的尼科波爾區。該村處於托馬基夫卡河左岸，分別距離馬爾加涅茨3公里和納斯塔西夫卡4.5公里，面積0.97平方公里，海拔高度28米，2001年人口1,107。
2025年4月21日，乌克兰内阁决定将佐里亚由镇降级为村。